# 同徳街道
同徳街道（とうとくがいどう）は、広州市白雲区の街道。現行行政地名は同徳街道横滘社区、同徳街道嶺南社区などの社区20個がある。

## 地理
広州市白雲区の南西部に位置している。

## 行政区画
20社区を管轄する。

## 施設

### 交通
・地下鉄の駅：